# Sárgaarcú verébpapagáj
A sárgaarcú verébpapagáj (Forpus xanthops), korábban sárga verébpapagáj, a madarak osztályának papagájalakúak (Psittaciformes) rendjébe és a papagájfélék (Psittacidae) családjába tartozó faj.

## Előfordulása
Peru területén honos.

## Megjelenése
Testhossza 14-15 centiméter, testtömege 35 gramm. A hímnek világos sárga a homloka, a koronája, az arca és a torka, tarkó és a nyakszirt lilásszürke, szürke köpenye van. Hasi része zöldessárga.
|  |

## Külső hivatkozás
- Képek az interneten a fajról
- Internet Bird Collection - videók a fajról
- Xeno-canto.org - a faj hangja és elterjedési területe